# (7560) Spudis
(7560) Spudis est un astéroïde de la ceinture principale, de la famille de Hungaria.

## Description
(7560) Spudis est un astéroïde de la ceinture principale, de la famille de Hungaria. Il présente une orbite caractérisée par un demi-grand axe de 1,96 UA, une excentricité de 0,10 et une inclinaison de 16,9° par rapport à l'écliptique.

## Compléments